# Kis füleskolibri
A kis füleskolibri (Colibri cyanotus) a madarak osztályának sarlósfecske-alakúak (Apodiformes) rendjébe és a kolibrifélék (Trochilidae) családjába tartozó faj.

## Rendszerezése
A fajt Jules Bourcier francia ornitológus írta le 1839-ben, a Trochilus nembe Trochilus cyanotus  néven. sorolták a zöld füleskolibri (Colibri thalassinus) alfajaként Colibri thalassinus cyanotus néven is.

## Előfordulása
Costa Rica, Panama, Bolívia, Ecuador, Peru és Venezuela területén honos.

## Természetvédelmi helyzete
A Természetvédelmi Világszövetség Vörös listáján nem szerepel.